# Que se callen los profetas
Que se callen los profetas es el primer álbum de estudio del intérprete y compositor de rock sevillano Albertucho.
En el álbum contó con las colaboración de músicos como Rosendo, Kutxi Romero, el Maestro Reverendo o Poncho K.

## Lista de canciones
1. Frío
2. El Ángel De La Guarda
3. El Pisito
4. Mi Estrella
5. Descuida
6. La Carta
7. Vivir Viviendo
8. Basura En La Que Nacen Flores
9. Cristal Ahumado
10. Mentira
11. Pelos de Gato
12. Mi Conciencia
13. No Pueden Florecer
14. Matanza De Almas
15. Mi Voz